# Iosif Turko
Iosif Michajłowicz Turko (ros. Иосиф Михайлович Турко, ur. 1908 w Konstantynówce, zm. 1994 w Petersburgu) – radziecki działacz partyjny i państwowy.

## Życiorys
W 1929 ukończył Leningradzki Instytut Inżynieryjno-Ekonomiczny i 1929–1937 był inżynierem ekonomistą i szefem Działu Planowo-Produkcyjnego Fabryki „Proletarij” w Leningradzie, 1936 został członkiem WKP(b), od września 1937 do kwietnia 1940 był dyrektorem fabryki „Proletarij” w Leningradzie. Od kwietnia 1940 do września 1944 był sekretarzem ds. kadr i I sekretarzem Krasnogwardiejskiego Komitetu Rejonowego WKP(b) w Leningradzie, od września 1944 do 17 stycznia 1945 był sekretarzem, a od 17 stycznia 1945 do 27 sierpnia 1946 II sekretarzem Komitetu Obwodowego WKP(b) w Leningradzie. Od 26 sierpnia 1946 do 25 lutego 1949 był I sekretarzem Komitetu Obwodowego WKP(b) w Jarosławiu, od lutego do kwietnia 1949 w rezerwie KC WKP(b), a od kwietnia do sierpnia 1949 zastępcą przewodniczącego Komitetu Wykonawczego Włodzimierskiej Rady Obwodowej.
W sierpniu 1949 został aresztowany w związku ze „sprawą leningradzką”, wykluczony z partii i 1 października 1950 skazany na 15 lat pozbawienia wolności, 30 kwietnia 1954 zwolniony z więzienia i 26 maja 1954 odzyskał członkostwo w partii. Od października 1954 do lutego 1956 był zastępcą przewodniczącego Komitetu Wykonawczego Kustanajskiej Rady Obwodowej, później ponownie zastępcą przewodniczącego Komitetu Wykonawczego Leningradzkiej Rady Obwodowej.